# Nikica Gabrić
Nikica Gabrić (Metković, 24. svibnja 1961.) hrvatski je liječnik i oftalmolog, osnivač, ravnatelj i vlasnik Klinike Svjetlost.

## Medicina
Cijelo djetinjstvo, osnovnu i srednju školu završio je u Metkoviću. Diplomirao je na studiju medicine u Zagrebu 1984. na temu "Topografski odnosi očne arterije koji su klinički posebno važni", a dvije godine kasnije započinje svoju uspješnu karijeru kao znanstveni pripravnik Medicinskog fakulteta na Klinici za očne bolesti KBC Zagreb. Još za vrijeme studija obavljao je humanitarne poslove u savjetovalištu za mlade, vodio je sekciju za borbu protiv ovisnosti o drogama te radio na reformi studija na Medicinskom fakultetu.:188.
Magistrirao je 1988. godine na temu "Kompjutersko praćenje postoperativnih komplikacija nakon operacije katarakte", a 1990. prelazi na Zavod za oftalmologiju Opće bolnice "Sveti Duh" gdje je nastavio svoju karijeru kao liječnik specijalist.
Jedan je od osnivača očne banke Lions Hrvatska, a nakon pet godina uspješnog rada izabran je za njenog ravnatelja. Doktorirao je 1997. godine pod mentorstvom Ljerke Henč-Petrinović na temu "Usporedna analiza pohranjivanja transplantata rožnice kod kunića i čovjeka – prilog formiranju prve hrvatske očne banke" te 2000. godine stekao znanstveno-nastavno zvanje docenta na Medicinskom fakultetu Sveučilišta u Rijeci, gdje danas ima status redovitog profesora. Iste je godine postao član Hrvatske akademije medicinskih znanosti, a potom i predstojnik Zavoda za oftalmologiju na Svetom Duhu.
Specijaliziran je za kirurgiju prednjeg očnog segmenta, s više od 50.000 operacija iza sebe. Operirao je u više od 17 država diljem svijeta, u više od 50 operacijskih dvorana, uključujući i prestižni Fjodorovljev Institut u Rusiji. Gabrić prvi je u regiji izveo lasersku korekciju dioptrije (PRK metodom).
Osnivač je vlasnik i ravnatelj Klinike Svjetost, koja je počela raditi 1998. u Zagrebu s dva liječnika i tri medicinske sestre, danas posluje na sedam lokacija u Hrvatskoj, BiH, Srbiji, Crnoj Gori i Sjevernoj Makedoniji. Riječ je o specijalnoj bolnici i klinici u Zagrebu s poslovnom jedinicom u Splitu te klinikama u Sarajevu, Banjaluci, Budvi te franšizi u Skoplju. Godišnji ukupni prihod od 15 milijuna eura ostvari 220 zaposlenih, od toga 60 liječnika.
Njegovi sinovi Ivan i Krešo također su oftalmolozi.

### Radovi i angažman
Do sada je održao stotinjak predavanja na međunarodnim i domaćim znanstvenim i stručnim skupovima. Autor pet knjiga te više od 400 znanstvenih članaka u nacionalnim i internacionalnim časopisima. Također, gostujući je urednik prestižnog znanstvenog časopisa Clinical Medicine, Royal College of Physicians. Kao član uprave sudjelovao je u radu najprestižnijih međunarodnih udruženja oftalmologa: Europskog društva oftalmologa (SOE), Europskog društva za kataraktu i refraktivnu kirurgiju (ESCRS), Europskog udruženja očnih banaka (EEBA) te Europskog društva oftalmologa jugoistočne Europe (SEEOS). Bio je ravnatelj HZZO-a.

### Nagrade i priznanja
- Godišnje Nagrada grada Metkovića "Sv. Ilija" u području zdravstva za 2008. godinu
- Nagrada "Ciceron" za najboljeg govornika među hrvatskim poduzetnicima
- Priznanje za menadžera godine u jugoistočnoj Europi 2011.
- Nagrada "International Star Diamond" za izvrsnost organizacije od American Academy of Hospitality
- Nagrada za životno djelo Hrvatskog udruženja menadžera i poduzetnika CROMA.
- Nagrada grada Zagreba 2019. godine za izniman doprinos u oftalmologiji kao priznanje pridonošenju razvoja i ugleda glavnog grada Republike Hrvatske.

## Politička karijera
Uz uspješnu liječničku i poslovnu karijeru, Gabrić se više puta okušavao i na političkoj sceni, ali se iz politike povukao nakon neuspjeha Nacionalnog foruma na izborima za EU parlament u svibnju 2014. godine. 
Bio je predsjednik Saveza socijalističke omladine Hrvatske (SSOH) u razdoblju 1987. – 1988.
Obnašao dužnost predsjednika Savjeta za zdravstvo SDP-a u doba Ivice Račana, a ostavku je podnio sredinom travnja 2005. godine. Bio je glavni savjetnik i voditelj izbornog stožera nezavisnog kandidata za predsjednika Republike Hrvatske Dragana Primorca 2009. godine.
Osnovao je, bio nositelj liste i predsjednik Nacionalnog foruma, koji je uz HSLS, Primorsko-goranski savez i Listu za Rijeku činio kandidacijsku listu br. 12 na izborima za Europski parlament 2014. godine. Na listi je bilo 11 kandidata udruženih stranaka i nestranačkih osoba, među kojima je bilo i predstavnika nekoliko nacionalnih manjina.

## Slobodno zidarstvo
Krajem veljače 2018. godine Gabrić je izabran za novog velikog meštra Velikog orijenta Hrvatske, jednog od nekoliko slobodnozidarskih velikih loža koja pripada tradicionalnom ustroju. U veljači 2020. godine Gabrić se obratio Državnom odvjetništvu, prijavivši da su ga voditelji internet portala Dnevno i političkog tjednika 7Dnevno pokušavali iznuditi (da ne objave priču o njemu i njegovim kolegama u Velikom orijentu). Radilo se o tome da su mu, kako se sumnja, nudili povlačenje planirane serije tekstova ako njegova klinika i zainteresirani partneri plate oglase u vrijednosti oko 200 tisuća kuna.
Veliki orijent je 2021. promijenio svoj naziv u Velika regularna loža Hrvatske. Naredne godine, 2022., potpisana je povelja o suradnji i priznanju s Velikom ložom Francuske. Na dužnosti velikog meštra bio je do 2025. godine.